# Монако на Светском првенству у атлетици на отвореном 2015.
Монако је учествовало на Светском првенству у атлетици на отвореном 2015. одржаном у Пекингу од 12. до 30. августа, једанаести пут. Репрезентацију Монака представљао је један атлетичар који се такмичио у трчању на 800 метара..
На овом првенству Монако није освојило ниједну медаљу, нити је постигнут неки рекорд.

## Резултати

### Мушкарци
| Атлетичар | Дисциплина | Лични рекорд | Квалификације | Квалификације | Полуфинале           | Полуфинале           | Финале               | Финале        | Детаљи |
| Атлетичар | Дисциплина | Лични рекорд | Резултат      | Место         | Резултат             | Место                | Резултат             | Место         | Детаљи |
| --------- | ---------- | ------------ | ------------- | ------------- | -------------------- | -------------------- | -------------------- | ------------- | ------ |
| Брис Ете  | 800 м      | 1:47,61 НР   | 1:48,52       | 8. у гр. 4    | Није се квалификовао | Није се квалификовао | Није се квалификовао | 31. / 44 (45) |        |